# Resident set size
Resident set size (RSS) — размер страниц памяти, выделенных процессу операционной системой и в настоящее время находящихся в ОЗУ (RAM).
Кроме ОЗУ страницы памяти процесса:
- могут находиться в файле или на разделе подкачки (англ. swap space);
- могут отображаться на файл.